# Xenichthys agassizii
Xenichthys agassizii är en fiskart som beskrevs av Steindachner, 1876. Xenichthys agassizii ingår i släktet Xenichthys och familjen Haemulidae. IUCN kategoriserar arten globalt som sårbar. Inga underarter finns listade i Catalogue of Life.